# Glorious (Cascada-Lied)
Glorious ist ein englischsprachiges Dance-Pop und Eurodance-Lied des deutschen Musikprojekts Cascada. Das Lied ging als Gewinner des deutschen Vorentscheids Unser Song für Malmö zum Eurovision Song Contest 2013 hervor, womit die Band Deutschland beim Wettbewerb vertrat und dabei den 21. Platz von insgesamt 26 Teilnehmern belegte.

## Entstehung und Veröffentlichung
Geschrieben und produziert wurde das Lied von den beiden Cascada-Mitgliedern Manuel Reuter (DJ Manian) Yann Peifer (Yanou). Beim Schreibprozess bekamen sie Unterstützung durch Andres Ballinas und Tony Cornelissen.
Die Erstveröffentlichung von Glorious erfolgte als Single am 8. Februar 2013 bei Zeitgeist Records. Diese erschien als 2-Track-Single auf CD (Katalognummer: 3729588) sowie als Download. Am 24. März 2013 erschien eine digitale Remix-EP mit sechs Titeln bei Zooland Records (Katalognummer: ZD356). Fünf Tage später erschien das Lied als Teil der Kompilationen The Best of Cascada (Katalognummer: 06025373576590).

## Inhalt
Der Text ist in der Ich-Perspektive verfasst und beschreibt das kollektive Glücksgefühl beim Ausgehen mit einem Menschen.
Das knapp dreieinhalbminütige Lied folgt der Einteilung: Intro, erste Strophe, erster Refrain, zweite und dritte Strophe, zweiter Refrain, vierte Strophe, dritter und letzter Refrain mit anschließendem Outro. Eingeleitet wird der Song durch eine Vocal-Stimme der Backgroundsängerinnen Cascadas. Sie singen in hoher Tonlage den Titel des Songs „Glorious“. Nun beginnt der Gesangsteil Natalie Horlers. In ihrer Gesangstechnik verwendet sie eine bewusste Übertonung, der ihrer Stimme eine rockige Note verpasst.
In den ersten beiden Strophen fordert sie ihren Gegenüber auf, seinen Emotionen freien Lauf zu lassen und dabei nicht auf andere Mitmenschen zu konzentrieren. Im weiteren Verlauf beschreibt sie ihren eigenen Weg ihres Daseins und sie verspricht ihm, ihn auf seinem weiteren Weg zu begleiten.

## Plagiatsvorwürfe
Viele Medien und Konsumenten wollten eine angeblich starke Ähnlichkeit zum Vorjahressieger Euphoria von Loreen erkennen. Auch Prominente sprachen offen von einem Plagiat. Das Institut für Sprachwissenschaften der Christian-Albrechts-Universität in Kiel fertigte einen akustischen Fingerabdruck an. Die Phonetikerin Dr. Tina John gab hierzu an, „Glorious wirkt wie eine Kopie von Euphoria mit kleinen, raffinierten stilistischen Änderungen. […] Am Anfang ist der Gesang absolut identisch, der Refrain benutzt die gleiche Akzentuierung, der Schluss gipfelt in einer identischen Kombination. Die Sängerinnen benutzen sogar die gleiche Atemstylistik.“ Pausen, Dynamik und Beats wären größtenteils identisch.
Nachdem sich die negative Berichterstattung häufte und auch Rücktrittsforderungen laut wurden, gab die ARD ein ausführliches Gutachten in Auftrag, welches vom Sachverständigen für Plagiatsfragen, Matthias Pogoda, der unter anderem als Gerichtsgutachter und Berater tätig ist. Matthias Pogodas Resümee lautete: „Es lässt sich zusammenfassen, dass Glorious und Euphoria keine urheberrechtlich bedeutsamen Übereinstimmungen aufweisen. Sie sind lediglich stilistisch ähnlich und zeigen nur im Arrangement eine oberflächliche Berührung ohne urheberrechtlichen Belang.“ Damit bestätigt sich die Vermutung, die auch zuvor Rechtsanwalt Christian Solmecke bereits auf Anfrage geäußert hatte. Daher gab Thomas Schreiber, Unterhaltungskoordinator der ARD, bekannt, Cascada würde für Deutschland in Malmö starten.

## Musikvideo
Das Musikvideo wurde im Großen Saal der Historischen Stadthalle am Johannisberg in Wuppertal produziert und feierte am 1. Februar 2013 seine Premiere; unter anderem wurde es auf das Internet-Videoportal YouTube hochgeladen. Regie führte Lina Schütze, die bereits bei der Produktion von Musikvideos weiterer Künstler, wie R.I.O. oder ItaloBrothers beteiligt war.

## Eurovision Song Contest

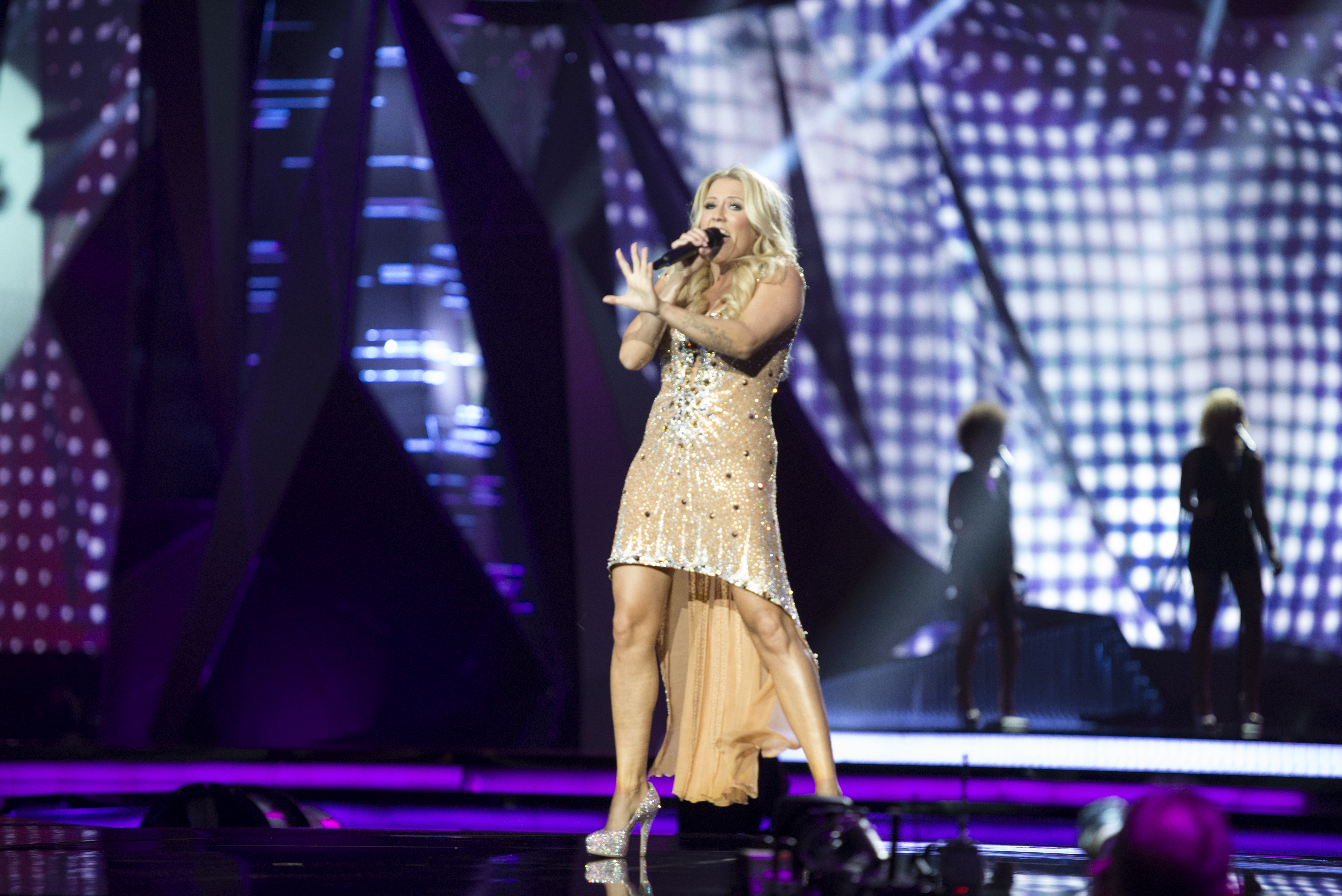
Cascada beim Eurovision Song Contest 2013

Obgleich Cascada mit Glorious im Vorfeld der Veranstaltung nur geringe Chancen auf den Gewinn eingeräumt wurden, rechnete man mit einer Platzierung im vorderen Bereich. Die Buchmacher sahen das Trio durchgehend in den Top Ten des Wettbewerbs. Als elfter Titel bei der Finalrunde vorgetragen, erhielt der Titel bei der anschließenden Punktevergabe jedoch lediglich 18 Punkte von sechs Ländern (6 Punkte von Österreich, 5 Punkte von Israel, je 3 Punkte von Albanien und Spanien und 1 Punkt von der Schweiz) und belegte in der Endabrechnung nur den 21. Platz von insgesamt 26 Teilnehmern.
Der Unterhaltungskoordinator des NDR, Thomas Schreiber, sah das unerwartet schlechte Abschneiden in erster Linie durch politische Motivation begründet:

„Es gibt sicher auch eine politische Lage. Ich will nicht sagen '18 Punkte für Angela Merkel'. Aber man muss eben auch sehen, da stand nicht nur Cascada, sondern da stand auch Deutschland auf der Bühne.“

### Punktevergabe für Deutschland
Deutschland erhielt von fünf Ländern Punkte und erzielte mit 18 Punkten den 21. Platz.
| Anzahl | Punkte | Land              |
| ------ | ------ | ----------------- |
| 1×     | 6      | Österreich        |
| 1×     | 5      | Israel            |
| 2×     | 3      | Albanien, Spanien |
| 1×     | 1      | Schweiz           |

## Titelliste der Single
Standard Edition
1. Glorious (Video Edit) – 3:27
2. Glorious (Extended Mix) – 4:43

Digitale Version
1. Glorious – 3:27
2. Glorious (Extended Mix) – 4:42
3. Glorious (David May Radio Edit) – 3:05
4. Glorious (David May Remix) – 4:39
5. Glorious (Ryan Thistlebeck Radio Edit) – 3:05
6. Glorious (Ryan Thistlebeck Remix) – 4:39

Eurovision Song Contest – Malmö 2013
1. Glorious (Eurovision Song Contest Edit) – 2:57

Um den Regeln des Eurovision Song Contests gerecht zu werden, musste der Song so weit gekürzt werden, dass er eine dreiminütige Fassung aufweist. Bei der Echoverleihung 2013 präsentierte die Gruppe bereits eine Vorabversion ihres Titels. Die endgültige Fassung war jedoch erst am Finaltag des Eurovision Song Contest (18. Mai) zu hören.

## Chartplatzierungen
Glorious stieg am 22. Februar 2013 auf Rang 36 der deutschen Singlecharts ein und erreichte seine beste Platzierung mit Rang sechs in der Folgewoche. Die Single platzierte sich mit Unterbrechungen 14 Wochen in den Charts, eine davon in den Top 10. Letztmals platzierte sich das Lied am 7. Juni 2013 in den Charts. Für Cascada war es nach Everytime We Touch (Januar 2007), What Hurts the Most (Januar 2008) und Evacuate the Dancefloor (Juli 2009) der vierte Top-10-Hit in Deutschland. Darüber hinaus erreichte die Single Rang 29 in Österreich sowie Rang 56 in der Schweiz.
| ChartsChartplatzierungen | Höchstplatzierung | Wochen |
| ------------------------ | ----------------- | ------ |
| Deutschland (GfK)        | 6 (14 Wo.)        | 14     |
| Österreich (Ö3)          | 29 (6 Wo.)        | 6      |
| Schweiz (IFPI)           | 56 (1 Wo.)        | 1      |